# White Trash, Two Heebs and a Bean
White Trash, Two Heebs and a Bean es el cuarto álbum de estudio de NOFX. Fue grabado en agosto de 1992 en West Beach Recorders, Hollywood, California, como ya venía siendo habitual. El sello Epitaph se encargó de distribuir el material, como también vino haciendo hasta la fecha. Este disco es el primero de la banda en conseguir un importante éxito a nivel de ventas, fanes y crítica, con sencillos como "Stickin' in My Eye", "Bob" o "Please Play This Song on the Radio". Todas las canciones fueron escritas por Fat Mike, líder de la banda, excepto una, "Straight Edge" perteneciente a Minor Threat. Esta canción supone la primera experiencia de NOFX con el jazz.
El título original del disco iba a ser White Trash, Two Kikes, And A Spic, pero a la abuela del guitarrista Eric Melvin no le gustó el título y se cambió por el definitivo White Trash, Two Heebs and a Bean. Es, además, el primer disco de estudio para el mítico guitarrista El Hefe, ya que antes ya trabajó con la banda pero en el EP "The Longest Line".

## Listado de canciones
| N.º | Título                               | Duración |  |
| 1.  | «Soul Doubt»                         | 2:46     |  |
| 2.  | «Stickin' in My Eye»                 | 2:24     |  |
| 3.  | «Bob»                                | 2:02     |  |
| 4.  | «You're Bleeding»                    | 2:12     |  |
| 5.  | «Straight Edge»                      | 2:11     |  |
| 6.  | «Liza and Louise»                    | 2:22     |  |
| 7.  | «The Bag»                            | 2:46     |  |
| 8.  | «Please Play This Song on the Radio» | 2:16     |  |
| 9.  | «Warm»                               | 3:30     |  |
| 10. | «I Wanna Be Your Baby»               | 2:56     |  |
| 11. | «Johnny Appleseed»                   | 2:37     |  |
| 12. | «She's Gone»                         | 2:56     |  |
| 13. | «Buggley Eyes»                       | 1:21     |  |

## Créditos
- Fat Mike - Bajo, voces, compositor, productor
- Eric Melvin - Guitarra, productor
- El Hefe - Guitarra, voces secundarias, trompeta, productor
- Erik Sandin - Batería, productor
- Donnell Cameron - productor
- Mike La Vella - Voces secundarias

- Datos: Q1779764